# Kagura

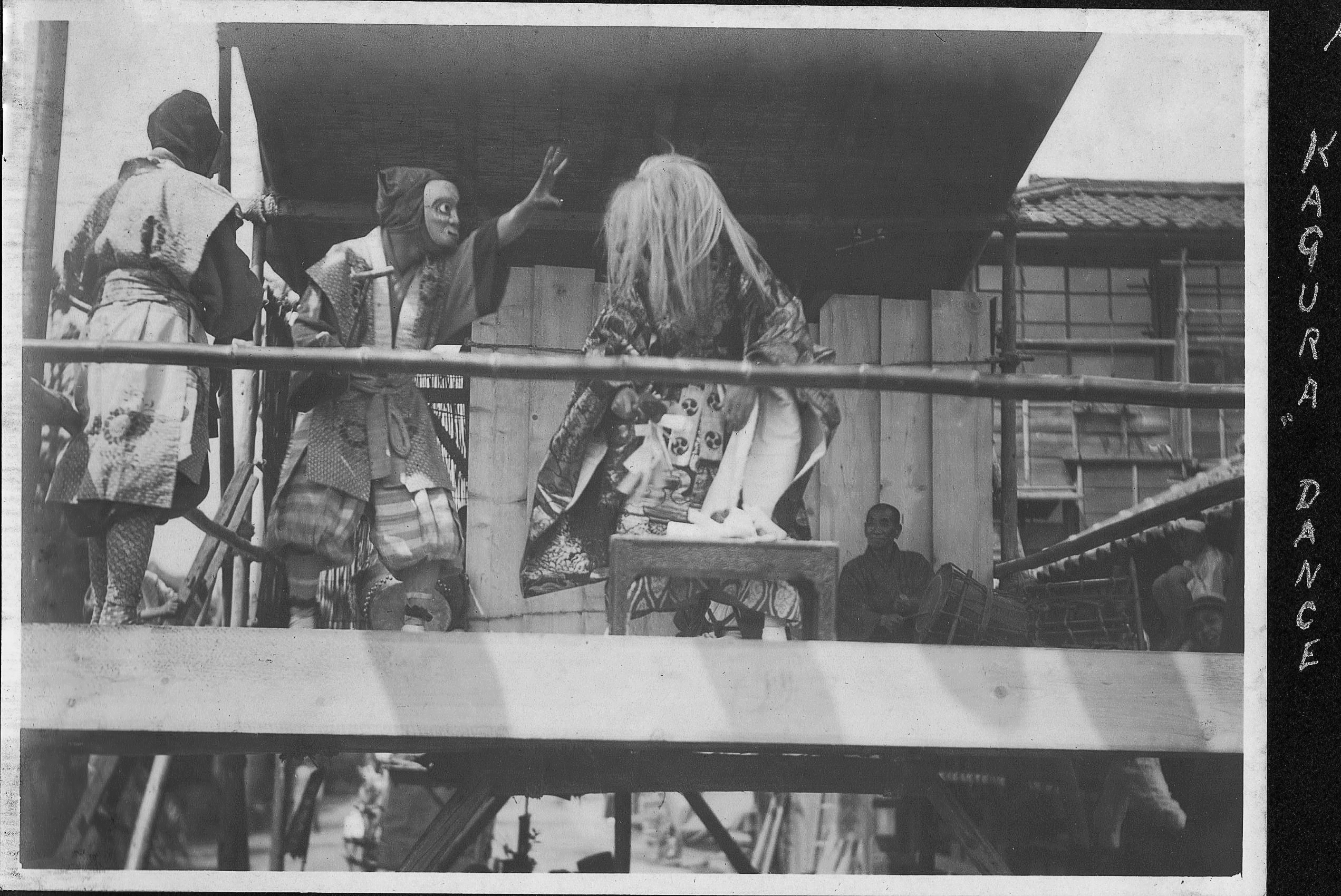
Kagura tanec v roce 1914

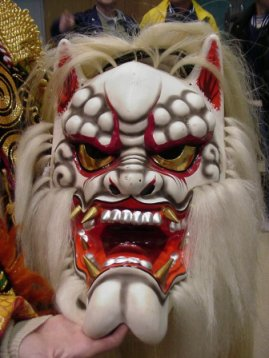
Maska démonického darebáka používaná v hrách Kagura

Kagura (神楽, かぐら) je japonské slovo označující konkrétní typ šintoistického divadelního tance s kořeny pravděpodobně staršími než divadlo Nó. Umění Kagura se vyvinulo mnoha směry na přelomu tisíciletí z dříve přísně ceremoniálního umění. Dnes je to velmi živá tradice, s rituály vázané na období zemědělského kalendáře, podobně jako živé divadlo Kabuki.